# Lignes régulières d'autocar en Allemagne

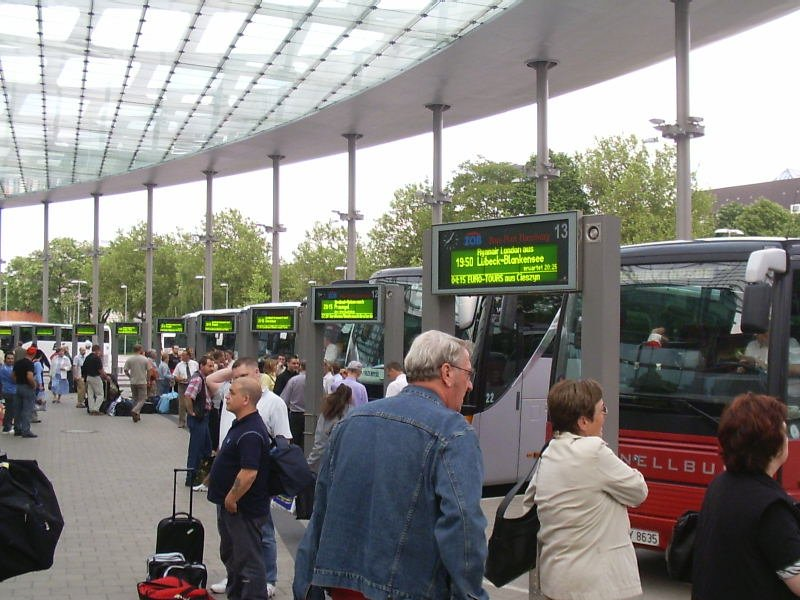
Bussteig auf dem Zentralen Omnibus-Bahnhof in Hambourg.

Les Lignes régulières d'autocar en Allemagne ont été libéralisées depuis le début de 2013 en grande partie. Jusqu'à la fin de 2012, les Lignes régulières d'autocar n'étaient pas ouvertes aux voyageurs à l'intérieur de l'Allemagne à quelques exceptions près. La législation a changé avec la nouvelle approche liée à la fin de la subvention par les lands du transport ferroviaire régional, cf la loi §42a relative au transport des voyageurs (PBefG) .
Entre-temps, des lignes ont arrangé une multiplicité des fournisseurs. Les lignes internationales ont été libéralisées en premier dans le cadre de la politique européenne, en raison des législations nationales spécifiques dans un premier temps, les transporteurs d'aéroport, la Deutsche Bahn, les bus touristiques et de Berlin existaient déjà. Aujourd'hui, ils connectent avec des bus réguliers beaucoup plus de grandes villes allemandes.

## Historique
Flixbus est créée en 2013 après la dérégulation du marché allemand, la startup a transporté environ 25 millions de passagers jusqu'à présent.
Début 2015, Flixbus rachète MeinFernBus.
Au 1er juillet 2016, les activités européennes continentales de mégabus sont rachetées par FlixBus. Cela couvre notamment les secteurs de Allemagne, Belgique, Espagne, France, Italie, Pays-Bas ainsi que sur les liaisons internationales vers et depuis le Royaume-Uni.
Après ce rapprochement, Flixbus gère 100 000 liaisons journalières dans 19 pays.
En août 2016, Flixbus intègre les activités de Postbus. Ceci lui permet de bénéficier des 5000 points de vente de Deutsche Post. Ceci conduit le groupe a desservir 900 destinations sur 20 pays d'Europe. Il prévoit ainsi de transporter 30 millions de passagers sur l'année en cours contre 20 millions l'année précédente.

## Situation du marché
(16 avril 2017).

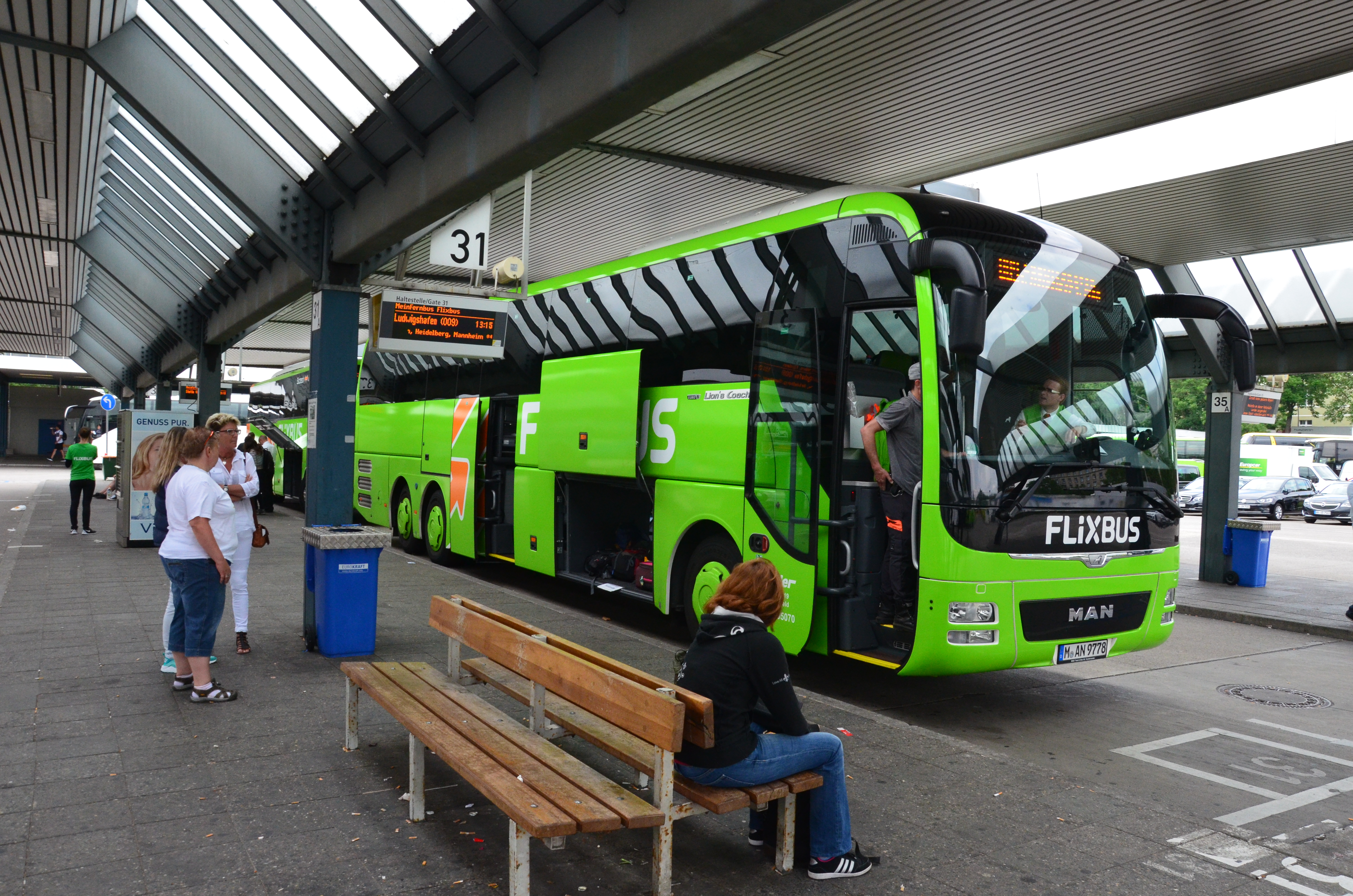
Un autocar de Flixbus, à la gare routière de Berlin ZOB

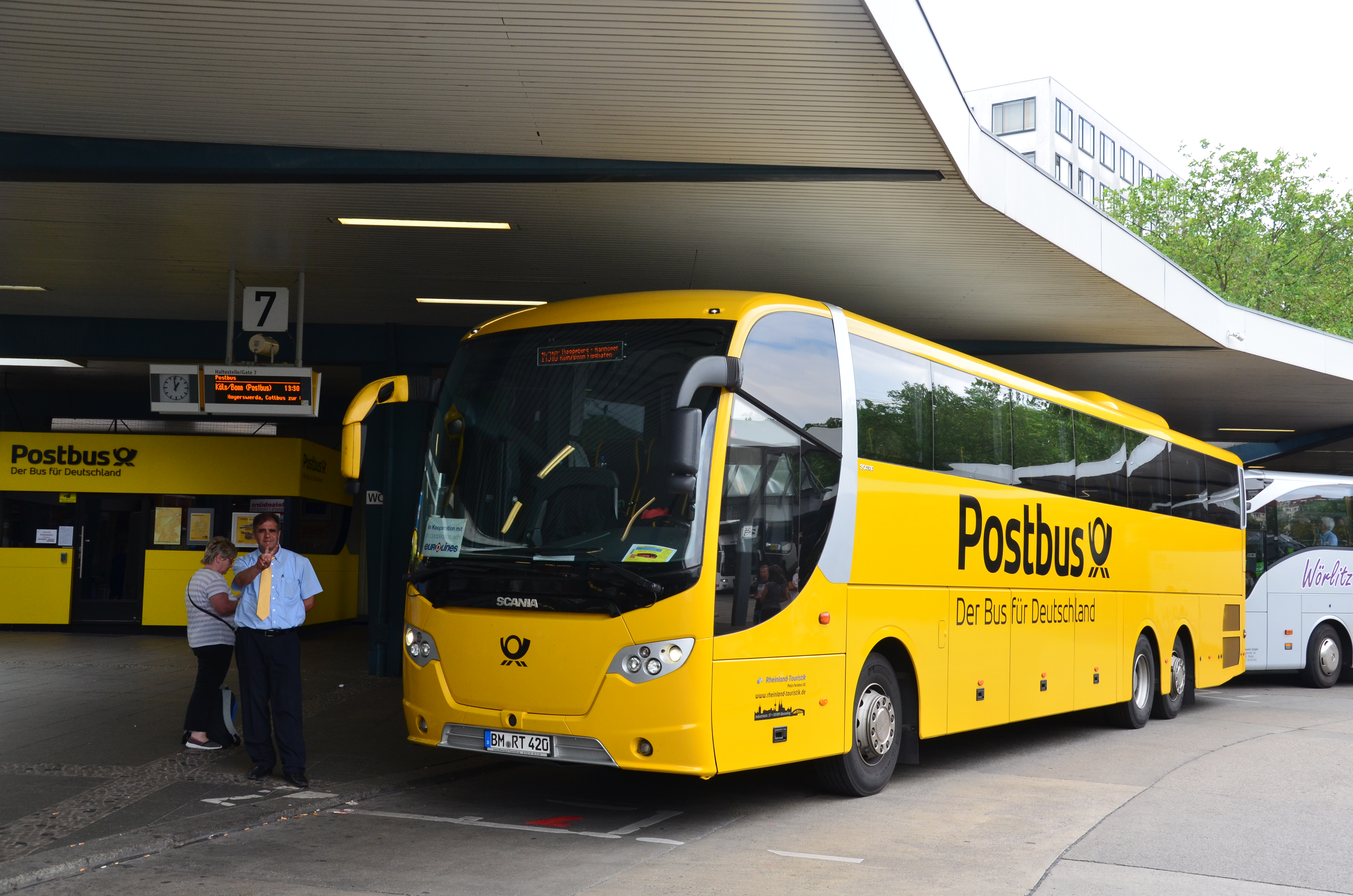
En 2014, Postbus représentait 10 % du marché.

D'après les indications du service fédéral de statistique (Destatis), les chiffres de voyageur des entreprises allemandes se développaient de manière exponentielle dans le trafic des lignes d'autobus à grande distance ainsi
- En 2012 : 3,0 millions.
- En 2013 : 8,2 millions.
- En 2014 : 16,0 millions.
- En 2016 : 26,0 millions (prévisionnel)[4]

La part de marché de l'autobus sur le segment des lignes d'autobus et tramways à grande distance augmentait selon Destatis de 2,2 % (2012) plus de 5,9 % (2013) à 11,0 % (2014).
En 2014, 249 lignes étaient en tout servies par 28 fournisseurs faisaient les parts des entreprises de transports publics séparées au marché lointain d'autobus :
- 42 % MeinFernbus
- 25 % Flixbus
- 13 % de Berlin des lignes l'autobus et autobus IC (Deutsche Bahn)
- 10 % d'autobus de poste
- 3 % DeinBus
- 2 % City2city (Au niveau national le rapide)
- 2 % eurolines
- 3 % d'autres

En 2016, Flixbus détient 90 % du marché.

## Principales gares routières
- Gare routière internationale de Berlin